# Szalók nemzetség
Szalók nemzetség nevének változatai: Zlouk, Zolouku, Zalouk, Zolok, Zolohc, Soloch.
A Szalók nemzetségről már Anonymus is megemlékezett. Egyike volt azoknak a nemzetségeknek, melyeknek tagjai már a 12. században előkelő helyeket foglaltak el az országban.
A nemzetség Eger-Szalóki, Kaba, Balád, Nemes-Szalóki, Beregmegyei és Kendi ágakra oszlik.
A nemzetség egyik ága Egerszalókon volt birtokos. Ősi birtoka volt, mivel egy fennmaradt 1248 évi oklevél szerint már a tatárjárás előtt is birtokosa volt a településnek.
A nemzetség birtoka volt Tiszaszalók is, melynek határjelölő oklevelét Martonos fia Márk 1284-ben átíratta.
Martonos testvére volt András, akinek Domokos nevű fia 1270-ben a Tomaj nemzetséggel egyezkedett a Tiszával (Abádi révvel) kapcsolatban.
E Domokosnak volt fia Miklós, aki 1337-ben élt. Ő tekinthető a Szalóki család ősének.
A Szalók nemzetségnek többek között voltak birtokai Somogy vármegyében is, ahol már 1232 előtt Nagyberény is birtokukban volt, 1274-ben pedig fejér megyei birtokos volt Balinka községben a Zolouk, vagy későbbi nevén a Szalók nemzetség is. 1279-ig a  Szalók nemzetség tagjaié volt ezen kívül Ádánd, 1346-ig Töttös, vagy  más néven Szentegyed és egy időben Öskü is, majd 1357-ben Erdélyben, Abosfalva, Somogyom is.
1357 előtt Abosfalván Kugh Miklós és Gergely fia Pouch fiai és unokái abosfalvai birtokrészeiket elzálogosították a Szalók nemzetségbeli Dailaci Simon bán fiának Miklósnak, majd 1357-ben el is adták neki 32 M-ért.
A Szalók nemzetség címerállata a hattyú volt.